# Susanne Gschwendtner
Susanne Gschwendtner, née en 1981 à Vöcklabruck en Haute-Autriche, est une actrice autrichienne. 

## Filmographie
- 2006 : The Fairy Who Stole Eyes (court métrage) : Nicole
- 2008 : Les Mouches (court métrage) : la petite amie d'Alex
- 2010 : Vacuum Cleaner (court métrage)
- 2010 : Texi Driver (série télévisée) : la femme d'Avihu
- 2011 : A Wonderful Day (court métrage) : Worker in consulate
- 2012 : The Visit (court métrage) : Runner
- 2012 : Das Falsche Herz : Dienstmädchen Bewerberin
- 2013 : Albatrosse (court métrage) : Petra
- 2014 : Always on My Mind (court métrage)
- 2014 : Life: Patented (court métrage) : l'infirmière
- 2014 : The Quest (en) (série télévisée) : Queen Ralia
- 2014 : Another World : la doctoresse
- 2015 : Tatort (série télévisée) : docteure Kathrin Bach
- 2015 : Der Tote am Teich (téléfilm) : Miriam Mayer
- 2015 : Durch den Vorhang (court métrage) : Krankenschwester
- 2016 : Die Hochzeit (court métrage) : Claudia
- 2017 : Siebzehn : Französischprüferin
- 2017 : Die Hölle : Ärztin / MD
- 2017 : Motza El Hayam : Susanne
- 2018 : Refuge (court métrage) : Phillipa